# 贝蒂诺·克拉克西

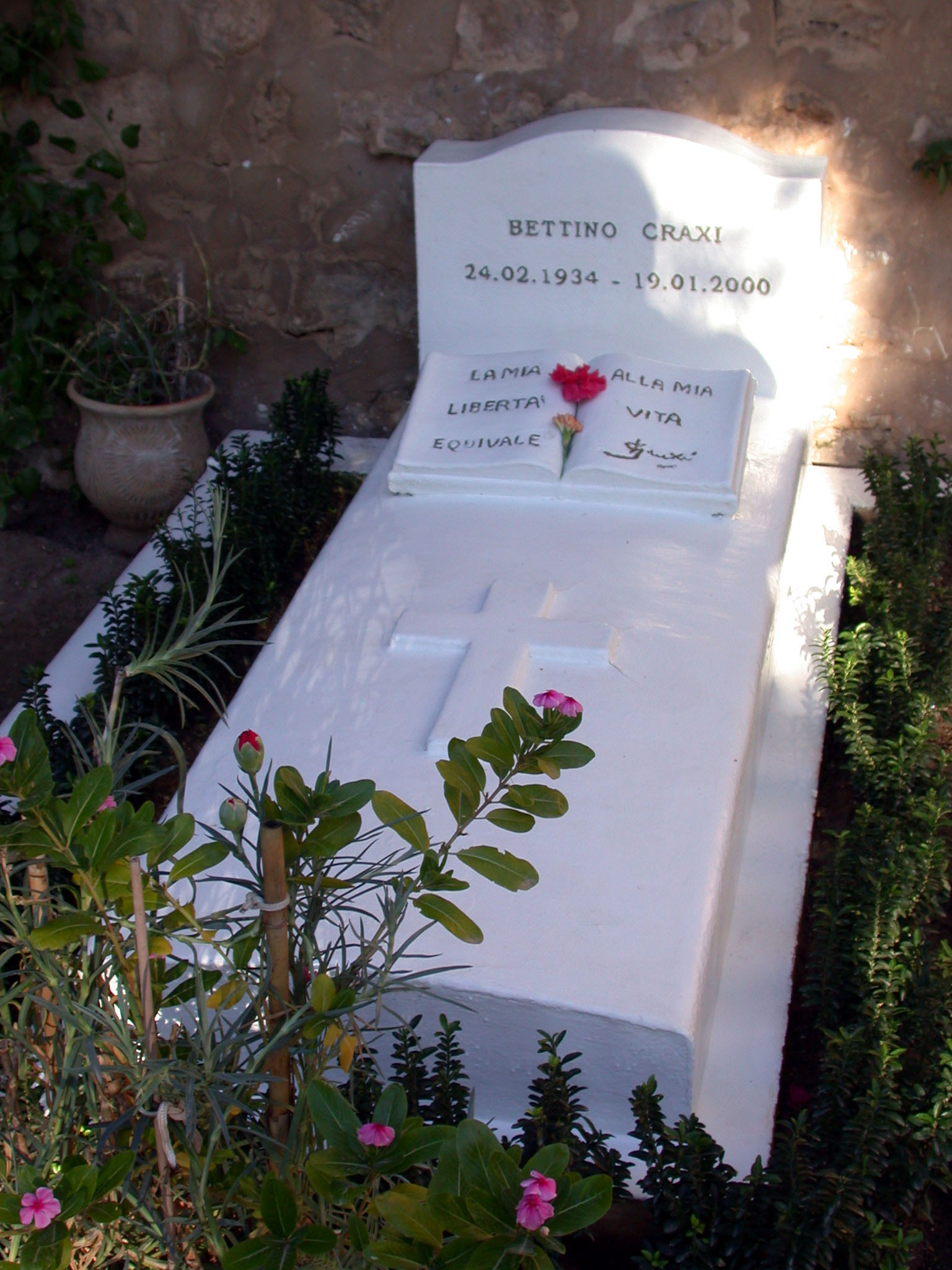
克拉克西在突尼斯的墓地。

贝内德托·「贝蒂诺」·克拉克西（義大利語：（發音：[betˈtiːno ˈkraksi]）；1934年2月24日—2000年1月19日），意大利政治家，也是第二次世界大戰後第一位義大利社会党的总理。他的政治思想被称为克拉克西主义。

## 生平
克拉西出生于米兰，18岁时参加社会主义青年运动，1957年成为社会党中央委员，1970年任社会党的一名副书记。社会党在1976年大选失利后，克拉西出任该党总书记，着手团结党内各派閥，采取温和的社会和经济政策，并努力摆脱与意大利共产党的关系。
在克拉克西的领导下，1980年至1993年的意大利联合政府中均有社会党参加。1983年4月克拉西决定退出意大利天主教民主党领导的联合政府，导致同年6月提前举行普选，结果他被邀请组织政府。他与天民党和几个温和的小党组成联合政府。
在總理任內，克拉克西执行反通货膨胀的财政政策；在外交方面，采取亲美路线，加強與美國的關係，抗衡蘇聯。他于1986年组成新的联合政府，但于1987年初辞职。
克拉克西與著名傳媒大亨、AC米蘭班主、前總理西爾維奧·貝盧斯科尼的關係一直密切。克拉克西在位时，贝卢科尼斯还只是一个商人，克拉克西利用手中的权力，对贝卢斯科尼大开方便之门。在克拉克西任內，貝氏傳媒企業Fininvest在全歐洲收購了一系列商業電視台，包括法國La Cinq電視台（1986年），德國Telefunf電視台（1987年），西班牙Telecinco（1989年）。1989年，收購意大利最大的出版商la Mondadori。1980年成立的第一家意大利全國性的私人電視台Canale 5，並在1982年和1984年新添兩個頻道Italia 1和Rete 4。這三家商業電視台取得了巨大成功並幫助貝盧斯科尼通過投資把事業延伸到其他行業。隨後Fininvest集團通過購買Mediolanum銀行涉足保險金融產品市場。
克拉克西與前總理阿纳尔多·福拉尼及朱利奥·安德莱奥蒂在二十世紀七八十年代，被喻為義大利「三頭政治」，簡稱CAF。

## 流亡中去世
1993年2月，執政五十年的天民黨政府連串貪污腐败的醜聞被揭發，與天民黨合組聯合政府的五大主要政黨，包括民主社會黨、社會黨、自由黨和共和黨皆牽涉其中，他被指任內貪污，多种指责迫使克拉克西辞去社会党的领袖职务，但对这些指控他都予以否认。
1994年，他离开意大利定居突尼斯，展開流亡生涯，政府继续调查对他的指控，之後他在缺席聆訊下两次被判处监禁27年。克拉克西逃往突尼斯后，贝卢斯科尼不忘旧恩，曾向他的海外账户汇款1200万美元。
2000年1月19日他死于糖尿病并发症，享壽65歲。